# Aloysius Wycislo
Aloysius John Wycislo (ur. 17 czerwca 1908 w Chicago, Illinois, zm. 12 października 2005) – amerykański duchowny katolicki, biskup Green Bay.
Urodził się w rodzinie Simona Wycislo i Victorii z domu Czech. Ukończył szkołę podstawową w Cicero, seminarium przygotowawcze im. arcybiskupa Quigleya, a następnie seminarium w Mundelein. Studiował też na Katolickim Uniwersytecie Ameryki. Święcenia kapłańskie otrzymał 7 kwietnia 1934 z rąk kardynała Mundeleina. W czasie II wojny światowej służył w armii. 
17 października 1960 został mianowany biskupem pomocniczym Chicago ze stolicą tytularną Stadia. Konsekracja odbyła się 21 grudnia. Dokonał jej kard. Albert Meyer, ówczesny zwierzchnik archidiecezji. W marcu 1968 przeniesiony na urząd ordynariusza Green Bay. Na emeryturę przeszedł po piętnastu latach. W chwili śmierci był najstarszym żyjącym biskupem w USA i jednym z nielicznych żyjących ojców soborowych.